# ウィンドミル (ダンス)
ウィンドミル（windmill）は、ダンスのムーブの一つ。ブレイクダンスの最も有名かつ代表的な動きである。両足を開き、回転させその遠心力を利用して回転する。

## バリエーション （ウィンドミルからの）

### Aトラックス（A trax）
ウィンドミルを変化させた技で、難易度の非常に高い技の一つ。「身体を斜めにした状態でヘッドスピンを1回転回る」と考えるとわかりやすい。現在では、一気に2回転回る進化系も生まれている。

### ノーハンドウィンドミル（no hand windmill）
その名の通り、床に腕をつかず、上半身の前でしっかり固めたまま回るウィンドミルのバリエーション。90年代のブレイキンシーンを代表するパワームーブ。